# آلفا سپر
آلفا سپر یک ستاره است که در صورت فلکی سپر قرار دارد.